# 마투잘렝
마투잘렝 프란셀리누 다 시우바(포르투갈어: Matuzalém Francelino da Silva, 1993년 1월 19일 ~)는 일반적으로 마투잘렝(Matuzalém)이라고 알려진 브라질의 전 축구 선수이다. 패스실력과 발기술이 뛰어나며 주로 공격형 미드필더나 왼쪽 미드필더 위치에서 뛴다.

## 수상 경력
- 우크라이나 프리미어리그: 2004-05, 2005-06
- 코파 이탈리아: 2008-09
- 수페르코파 이탈리아나: 2009
- 코파 두 노르데스치: 1997, 1999

### 국가대표팀
- 1997년 FIFA U-17 세계 축구 선수권 대회